# Leonardo AW609
Leonardo AW609 (dříve Bell/Agusta BA609 a AgustaWestland AW609) je dvoumotorový konvertoplán (VTOL) s překlopnými rotory, vyvíjený společností Leonardo Helicopters (dříve AgustaWestland). Jeho vývoj začal roku 1998 jako joint venture společností Boeing, Bell a Agusta, z nichž zůstal zapojen jen nástupce posledního z nich. Výrobce chce AW609 uplatnit na civilním i vojenském trhu. Díky přetlakové kabině bude moci sloužit mimo jiné k přepravě pasažérů, VIP, či jako létající ambulance. Další využití je při hlídkování, nebo obsluze těžařské infrastruktury. Získání civilní certifikace výrobce plánuje na rok 2025.

## Historie

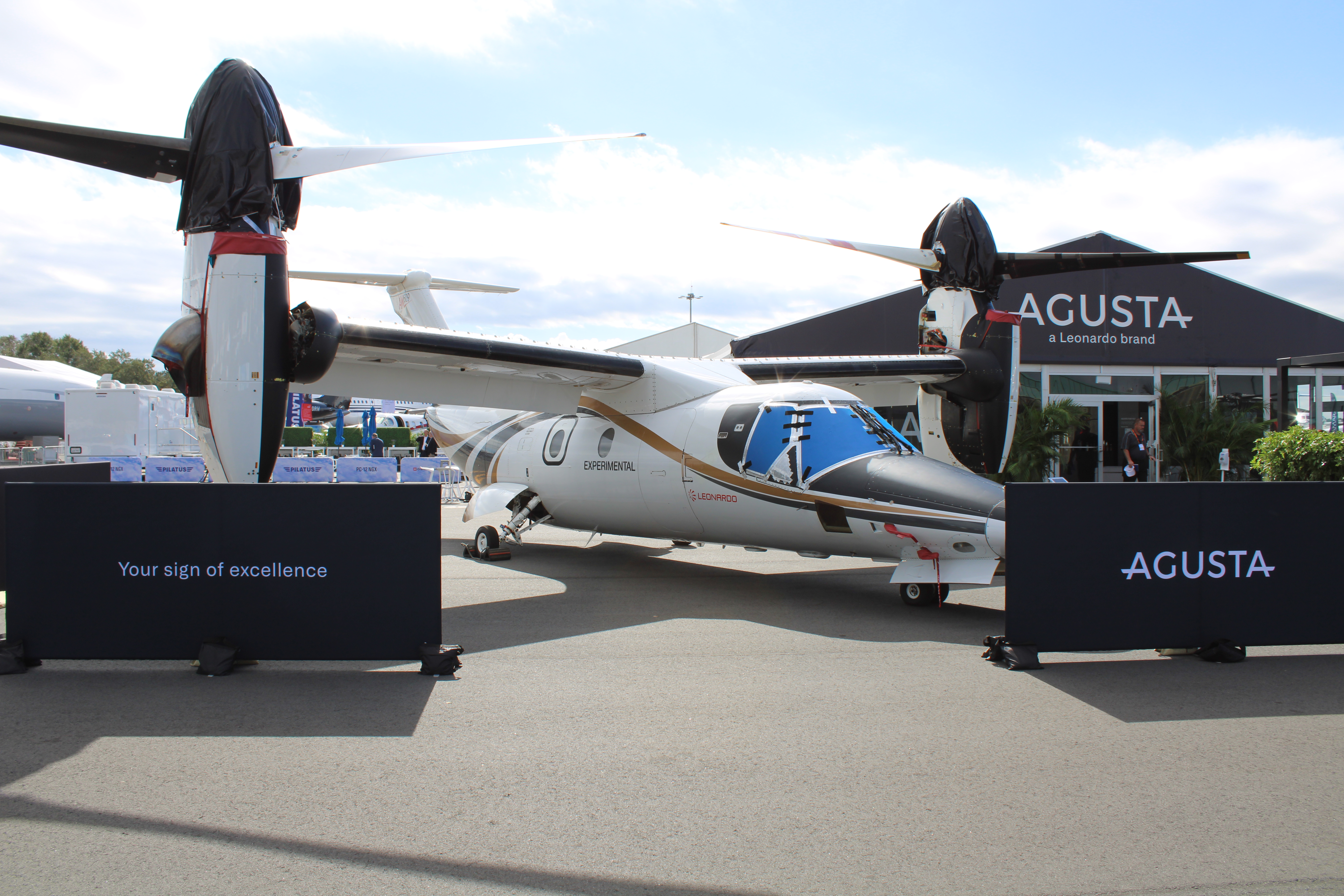
AW609

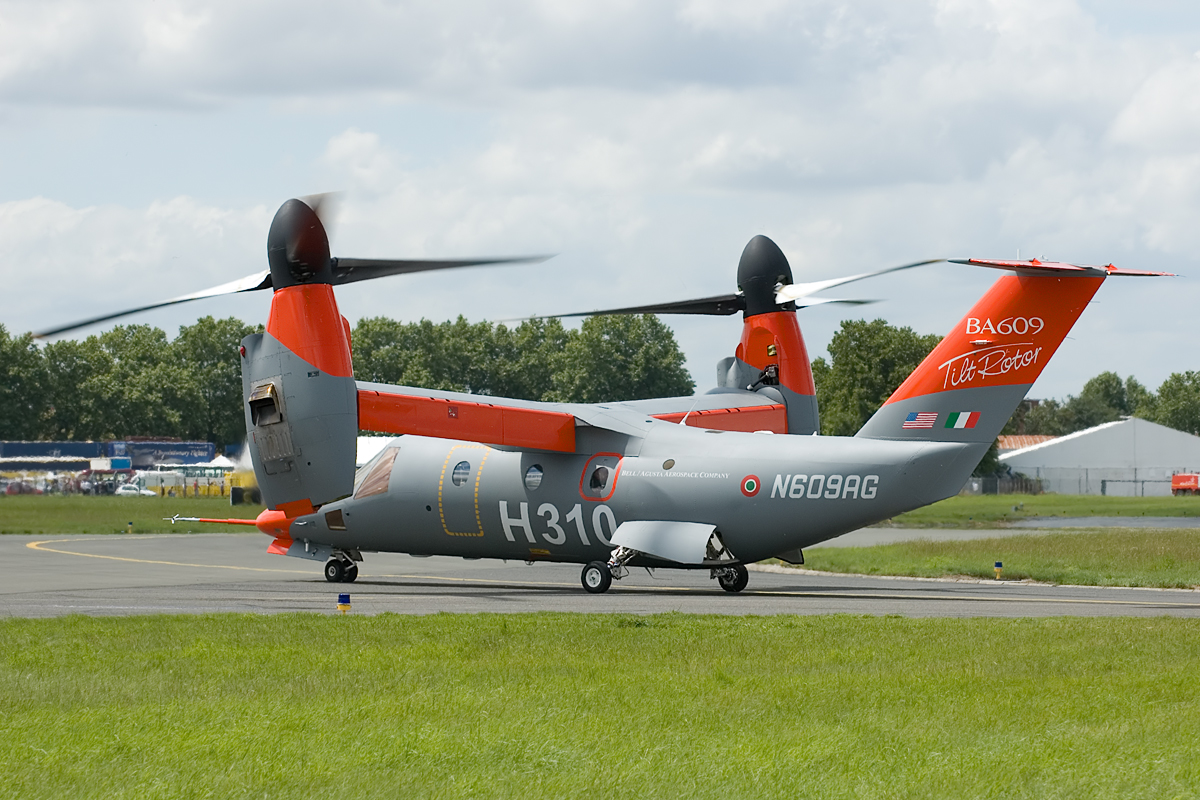
AW609

Vývoj konvertoplánu Bell/Agusta BA609 začal roku 1998. Projekt vznikl jako joint venture společností Boeing, Bell a Agusta s cílem využít na civilním trhu poznatky z vývoje experimentálního konvertoplánu Bell XV-15. První prototyp AC1 poprvé vzlétl 7. března 2003 a následně byl v Itálii využíván na pozemní testy. Od roku 2011 se vývoji letounu věnovala pouze společnost AgustaWestland, takže stroj byl označen jako AgustaWestland AW609. Ještě v roce 2016 se AgustaWestland přejmenovala na Leonardo a její konvertoplán na Leonardo AW609. Dne 30. října 2015 druhý prototyp AC2 havaroval při zkušebním letu. Třetí prototyp AC3 byl využíván ve Spojených státech amerických. Čtvrtý prototyp AC4 slouží k testování v Itálii a dále jako předváděcí stroj pro potenciální zákazníky. Do roku 2022 prototypy nalétaly přibližně 1900 hodin.
V listopadu 2015 Spojené arabské emiráty projevily zájem o AW609 pro plnění misí SAR. Měly se tak stát prvním uživatelem typu. Podepsané memorandum o porozumění zahrnovalo tři letouny s opcí na další tři, přičemž první měl být tamní jednotce Joint Aviation Command (JAC) dodán roku 2019. Obchod se nakonec neuskutečnil. V roce 2015 výrobce uváděl, že má objednávky na šedesát kusů AW609.

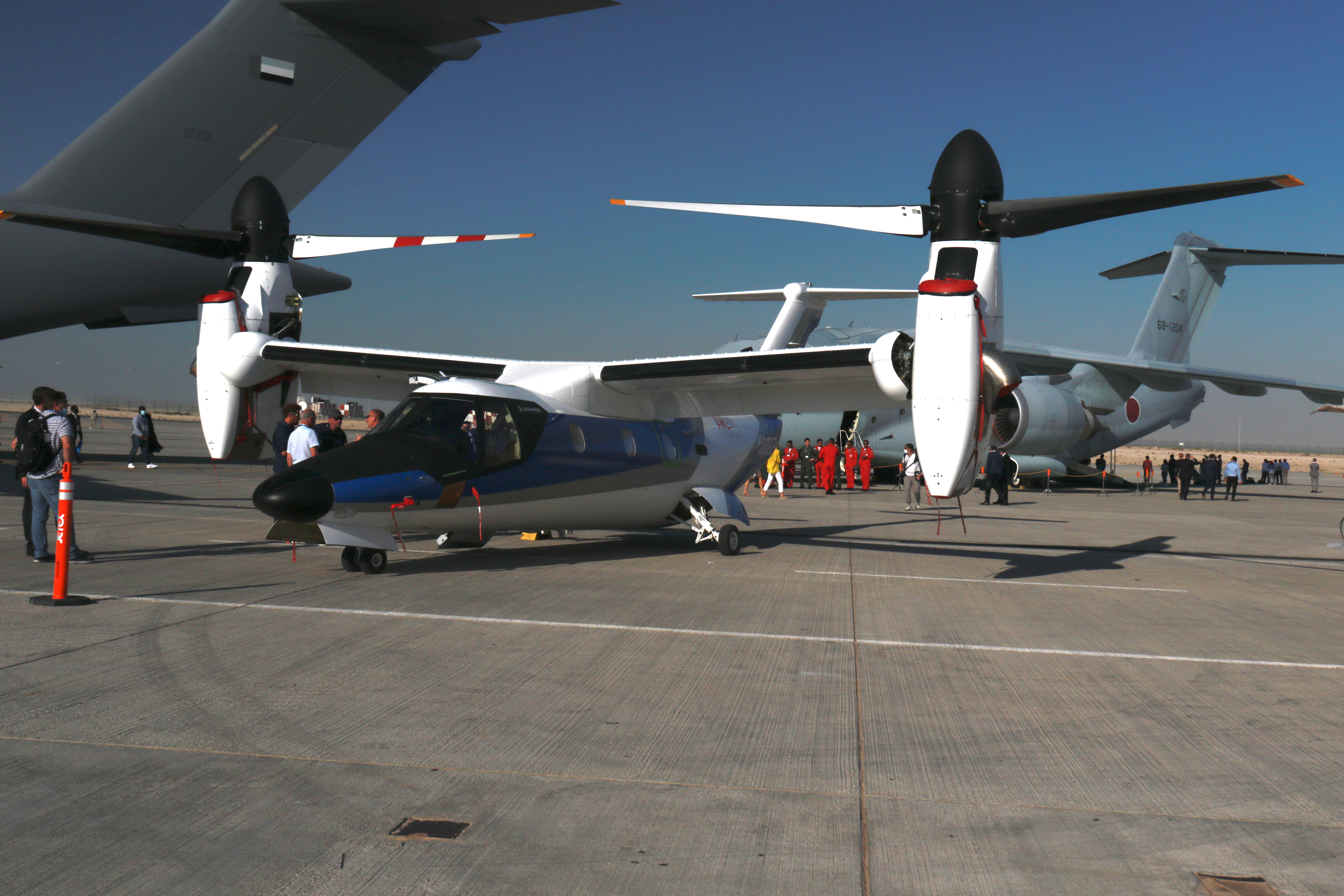
AW609 (N609PH)

Dne 13. října 2022 první sériový AC5 poprvé vzlétl z továrního letiště ve Filadelfii. AC5 měl napomoci při získání civilní certifikace od americké Federal Aviation Administration. Společnost Leonardo tehdy uvedla, že na výrobní lince má rozpracovány další tři AW609. Prvním americkým provozovatelem letounu měla být společnost Bristow Group, která byla zapojena i do vývojového programu a měla získat druhý sériový stroj AC6.
Pro posouzení možností využití konvertoplánů v ozbrojených silách v roce 2022 vznikla pracovní skupina složená ze zástupců společnosti Leonardo, italského námořnictva, armády a finanční policie (Guardia di Finanza). Italské námořnictvo se o konvertoplány zajímá jako možné řešení leteckého zásobování plavidel na moři. V dubnu 2024 AW609 prodělal zkoušky na palubě italské letadlové lodě Cavour (C550). Startoval přitom z dvacet námořních mil vzdálené letecké základny Maristaer Grottaglie. AW609 se tak stal historicky třetím konvertoplánem, který přistál a odstartoval z letadlové lodě (po typech Bell XV-15 a Bell Boeing V-22 Osprey).

## Popis
Konvertoplán je vybavem přetlakovou kabinou pro dvoučlennou posádku a sedadly pro devět cestujících. Nejvíce může přepravovat dvanáct osob. Má příďový podvozek. Pohánějí jej dva turbohřídelové motory Pratt & Whitney PT6C-67A, umístěné v překlopných gondolách na koncích křídel. Roztáčejí třílisté vrtule.

## Specifikace (AW609)

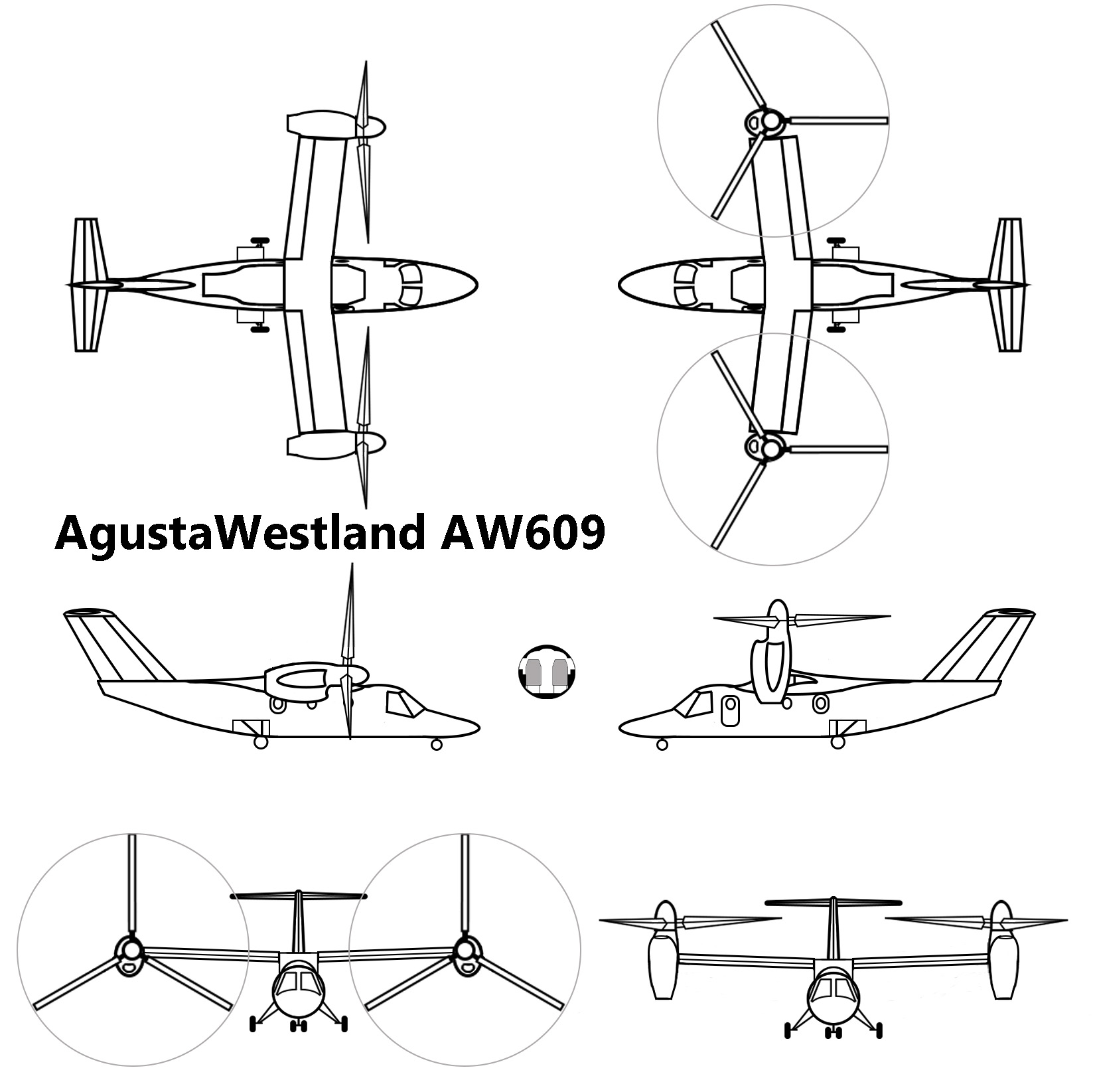
Nákres AW609

### Technické údaje
- Posádka: 2
- Kapacita: 9 cestujících
- Délka: 14,1 m
- Rozpětí: 11,7 m
- Výška:
- Užitečné zatížení:
- Max. vzletová hmotnost: 8165 kg
- Pohonná jednotka: 2× turbohřídelový motor Pratt & Whitney PT6C-67A
- Výkon pohonných jednotek: 1447 kW

### Výkony
- Cestovní rychlost: 510 km/h
- Dolet: 1389 km
- Dostup: 7620 m